# Pilumnus oahuensis
Pilumnus oahuensis är en kräftdjursart som beskrevs av John R. Edmondson 1931. Pilumnus oahuensis ingår i släktet Pilumnus och familjen Pilumnidae. Inga underarter finns listade i Catalogue of Life.